# HD 92397
HD 92397，又名CP-58 2460，SAO 238295、HR 4177，是一颗恒星，视星等为4.66，位于銀經286.65，銀緯-0.57，其B1900.0坐标为赤經10h 34m 56.5s，赤緯-58° -0.57′ 45″。